# Plateau intérieur

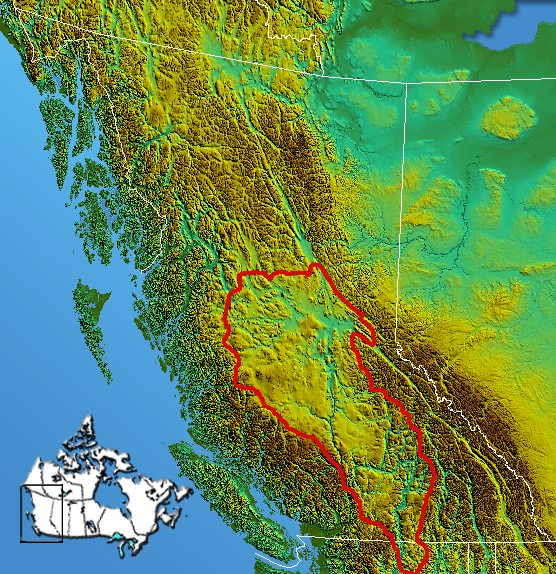
Carte topographique

Situation du plateau Intérieur sur une carte de la Colombie-Britannique

Le plateau Intérieur ou plateau de l'Intérieur (en anglais : Interior Plateau) est un vaste plateau situé au centre du sud de la province de Colombie-Britannique au Canada. Il ne doit pas être confondu avec « l'Intérieur » (The Interior) qui est une des trois grandes régions de la Colombie-Britannique et qui couvre toute la superficie de la province à l'est de la chaîne Côtière.
Le plateau Intérieur est bordé à l'est par les montagnes Cariboo et Monashee (qui font partie des montagnes Columbia), et à l'ouest par les montagnes Hazelton, la chaîne Côtière et la chaîne des Cascades.
Le plateau est traversé par le fleuve Fraser et la rivière Thompson ainsi que leurs affluents. Ces cours d'eau ont taillé de profondes vallées encaissées (comme le canyon du Fraser) notamment dans la partie sud qui est une prairie parsemée de buissons, tandis que la partie nord est largement recouverte de forêts.

## Subdivisions
Le plateau intérieur est lui-même composé des subdivisions suivantes :
- Plateau intérieur :
  - Plateau Fraser ;
    - Plateau Chilcotin ;
    - Plateau Cariboo ;
      - Plateau Bonaparte (également sous-partie du plateau Thompson dans certaines définitions) ;

    - Plateau Nechako ;
      - Plateau McGregor ;

  - Plateau Thompson.